# Parafia św. Katarzyny w Kudowie-Zdroju
Parafia św. Katarzyny Dziewicy i Męczennicy w Kudowie-Zdroju - rzymskokatolicka parafia położona w metropolii wrocławskiej, diecezji świdnickiej, w dekanacie kudowskim. Jest największą parafią na terenie miasta oraz dekanatu, licząc 5776 wiernych.

## Kościół parafialny
Kościół św. Katarzyny Aleksandryjskiej leży przy ulicy Kościelnej nad rzeczką Klikawą. Jest to świątynia jednonawowa, o barokowym wystroju, bez wyraźnie określonego stylu. W latach 1982–1983 została ona rozbudowana, ponieważ okazała się zbyt mała, aby pomieścić wszystkich wiernych. Kościół powiększono łącząc go z dzwonnicą. W 2003 r. miał miejsce remont całego kościoła. 

## Charakterystyka
Parafia pw. św. Katarzyny Dziewicy i Męczennicy obejmuje swoim zasięgiem całą właściwą Kudowę Zdrój oraz Zakrze, a więc ulice: Fabryczną, Obrońców Pokoju, Gagarina, Błękitną, Ogrodową, Broniewskiego, Tkacką, Główną, Kościelną, Wojska Polskiego, Fredry, Jasną, Polną, Nad Potokiem, Cisową, Cyprysową, Dębową, Świerkową, Jodłową, Łąkową, Zdrojową, Buczka, Norwida, Krasińskiego, Nałkowskiej oraz Szkolną. Jej obszar zamieszkuje 5776 mieszkańców. W granicach parafii znajdują się następujące szkoły: Zespół Szkół Publicznych im. Jana Pawła II (Szkoła Podstawowa nr 1, 2 i Gimnazjum) i Liceum Ogólnokształcące im. Józefa Lompy.

## Historia parafii
Parafia św. Katarzyny w Zakrzu (obecnie dzielnica Kudowy-Zdroju) powstała w 1264 r. Obejmowała ona swoim zasięgiem wsie położone na zachodnim krańcu ziemi kłodzkiej. Pierwszy kościół parafialny był skromną, drewnianą budowlą. Większość wiernych parafii stanowiła napływowa ludność niemiecka. Została ona zniszczona w 1420 r. podczas najazdu husytów na ziemię kłodzką, którzy spalili kościół i wymordowali część ludności. Oznaczało to upadek kudowskiej parafii, której terytorium zostaje wchłonięte przez sąsiednią parafię św. Michała Archanioła w Lewinie Kłodzkim.
Parafia św. Katarzyny została ponownie reaktywowana w 1739 r., jednak już w 1830 r. została ponownie zlikwidowana, w wyniku zbyt małej liczby wiernych. W 1922 r. została ona odtworzona po raz trzeci. W jej skład weszło Zakrze oraz część Kudowy-Zdroju. 
Po zakończeniu II wojny światowej i przyznaniu Polsce ziemi historycznego hrabstwa kłodzkiego parafia znalazła się w granicach administratury apostolskiej archidiecezji wrocławskiej we Wrocławiu. Rok później poszerzono granice parafii, przyłączając do niej cały Zdrój. Miało to związek z nadaniem Kudowie-Zdroju praw miejskich. W 1972 r. wydzielono z parafii nową jednostkę - parafię Miłosierdzia Bożego. W 1993 r. parafia stała się siedzibą nowo utworzonego dekanatu kudowskiego, który w 2004 r. wszedł w skład diecezji świdnickiej.

## Proboszczowie[5]
| L.p. | Lata rządów | Imię i nazwisko              | Informacje dodatkowe |
| ---- | ----------- | ---------------------------- | --- |
| 1.   | 1922–1934   | ks. Józef Tribanek           | Pierwszy proboszcz zakrzowskiej parafii po trzeciej jej reaktywacji. |
| 2.   | 1934–1947   | ks. dr Józef Palluch         | Ostatni niemiecki proboszcz parafii. |
| 3.   | 1947–1980   | ks. kan. mgr Modest Gajewski | Ur. 3 lutego 1914 r. w Kołomyi, wyświęcony we Lwowie w 1938 r, prymicje w Kołomyi 29 czerwca 1938 r., proboszcz Bednarówki k. Kołomyi, pierwszy polski proboszcz w Kudowie-Zdroju, dziekan Polanicy Zdroju, zmarł 5 sierpnia 1980 w Kudowie-Zdroju |
| 4.   | 1980–2013   | ks. prałat Jan Szetelnicki   | ur. 16 marca 1938 r. w Słobódce Dżuryńskiej k. Czortkowa, wyświęcony 23 czerwca 1963 r. we Wrocławiu, w latach 1970–1978 wikariusz parafii św. Katarzyny w Kudowie-Zdroju, a od 1980 r. proboszcz parafii i pierwszy dziekan kudowski; prałat.     |
| 5.   | 2013-?      | ks. Edward Rostkowski        | |

## Grupy parafialne
- Liturgiczna Służba Ołtarza,
- Róże Różańcowe,
- Eucharystyczny Ruch Młodych,
- Koło Przyjaciół Radia Maryja,
- Schola Parafialna,
- Towarzystwo Przyjaciół WSD w Świdnicy,                                                                                                                                     * Duszpasterstwo Młodzieży.